# Isola Pim
L'isola Pim si trova nella Regione di Qikiqtaaluk, nel territorio canadese del Nunavut. Situato nell'Arcipelago artico canadese, fa parte del gruppo delle isole Regina Elisabetta.
È separata dall'isola di Ellesmere dallo stretto di Rice, la via d'acqua che si apre a nord nella baia di Rosse e a sud nello stretto di Buchanan. Ad est l'isola è bagnata dallo stretto di Nares e si trova a 6 km dall'isola Cocked Hat.